# 2018년 10월 죽음
다음은 2018년 10월에 사망한 저명한 인물 목록이다.
- 10월 1일
  - 대한민국의 국회의원 정길영
  - 프랑스의 가수 샤를 아즈나부르
  - 베트남의 정치인 도므어이
- 10월 2일 - 사우디아라비아의 언론인 자말 카슈끄지
- 10월 3일
  - 대한민국의 시인 허수경
  - 대한민국의 산악인 김창호
  - 미국의 물리학자 리언 레더먼
- 10월 6일
  - 미국의 배우 스콧 윌슨
  - 스페인의 성악가 몽세라 카바예
- 10월 9일 - 미국의 생화학자 토머스 A. 스타이츠
- 10월 11일
  - 대한민국의 국회의원 신오철
  - 일본의 정치인 센고쿠 요시토
- 10월 14일 - 세르비아의 배우 밀레나 드라비치
- 10월 15일 - 미국의 기업인 폴 앨런
- 10월 18일 - 수단의 정치인 압델 라흐만 스와르 알다하브
- 10월 19일
  - 대한민국의 정치인 조일제
  - 일본의 화학자 시모무라 오사무
- 10월 20일
  - 네덜란드의 정치인 빔 코크
  - 중화인민공화국의 영화배우 웨화
- 10월 22일 - 미국의 목사 유진 피터슨
- 10월 24일 - 대한민국의 아나운서 이창호
- 10월 25일
  - 대한민국의 문학평론가 김윤식
  - 미국의 로마 가톨릭 신부 토마스 키팅
- 10월 27일 - 미국의 사업가 마리오 시갈리
- 10월 28일 - 미국의 신학자 존 헤셀링크
- 10월 30일
  - 중화인민공화국의 소설가 김용
  - 미국의 범죄인 화이티 벌거
- 10월 31일 - 미국의 야구선수 윌리 맥코비